# SVT24
SVT24 er en svensk tv-kanal, der drives af Sveriges Television (SVT). Kanalen begyndte i 1999 som en ren nyhedskanal, men har siden 2003 også sendt aktualitetsprogrammer og sport i weekenderne. Nyhedsudsendelserne sendes hver halve time, men i store dele af aftensendefladen genudsendes programmer fra SVT's øvrige tv-kanaler. 
Kanalen har must carry-status og distribueres derfor i samtlige større operatørers basispakker samt i Viasats og Canal Digitals satellit-pakker, men har alligevel haft svært ved at tiltrække seere i større målestok. Andelen af seere er således omkring 1,6 procent.